# Ankica Utornik Orčić
Ankica Utornik Orčić (Ljutovo kod Subotice, 1958) nastavnica ugostiteljstva i humanitarka, autorka lokalne jednom emitovane emisije „Kuvati srcem”. Za svoj rad, doprinos i stvaralaštvo u oblasti humanitarnog rada i očuvanja kulture u Vojvodini, nagrađena je nagradom i titulom „Dama region 2018.”.
Ankica se dugi niz godina se bavi očuvanjem kulturnih vrednosti Vojvodine, čiji je rad prepoznatljiv i kroz pomoć kulturnim institucijama, lokalnim i gradskim udruženjima za nezbrinutu decu, starim ljudima, porodicama bez redovnih primanja... Stvaranjem kulturnih programa za građane Subotice i okolnih naselja, dala je veliki doprinos u očuvanju folklora, mentaliteta, tradicionalnih recepata i svega onoga što oslikava podneblje severne Vojvodine. Često daje doprinos programima festivala i manifestacija hrane i pića u Vojvodini, kao i kulturno umetničkim kolonijama opštine Novi Kneževac, koje su pod pokroviteljstvom značajnih institucija.
Pored svega toga, bavi se i društvenim radom, prvo kroz Udruženje žena „Tiski cvet”, a danas kroz aktiv žena „Ljiljan” iz Ljutova, koje nastoji da otrgne kulturno nasleđe Vojvodine od zaborava. Bavila se edukacijom žena, borbom za ravnopravnost i prava zaposlenja, kroz projekat koji je bio realizovan u Čoki pod sloganom „Ženo ne boj se!”.
Više godina je provela u prosveti učeći decu gastronomiji i kreativnosti kulinarstva. Bila je autorka i voditeljka pokrajinske televizijske emisije „Kuvati srcem”. Sopstvenom inicijativom, uz pomoć kolega i ljudi iz Ministarstva prosvete, organizovala je takmičenje konobara i kuvara za državno takmičenje u gastronomiji. Godine 1984. nagrađena je plaketom „Najljubazniji konobar Vojvodine” u vremenu kada se nije bavila prosvetom i novinarskim radom. Bila je 1987. godine u Beču promoter autentične vojvođanske kuhinje, kao predstavnica subotičkog okruga.
Krajem 2018. godine nagrađena je priznanjem „Najelegantnija humanitarka iz Vojvodine” za doprinos i stvaralaštvo u domenu humanitarnog rada, promocije mode i prezentovanja stila u severnoj pokrajini.

## Spoljašnje veze
- „Удружење жена „Тиски цвет””. Општина Нови Кнежевац. Приступљено 2. 2. 2019.
- „Suzanin izbor S04E159 – Ankica Utornik Orćić”. You Tube. Приступљено 2. 2. 2019.